# Roque Santeiro
Roque Santeiro es una telenovela brasileña producida y estrenada por Rede Globo en el horario de las 20:00 horas, entre el 24 de junio de 1985 y el 22 de febrero de 1986. Contó con 209 capítulos. Reemplazó a Cuerpo a cuerpo y fue reemplazada por Selva de cemento.
Fue escrita por el dramaturgo Alfredo Dias Gomes y por Aguinaldo Silva, basándose en O berço do Herói, obra teatral del primero. Colaboraron con ellos los guionistas Marcílio Moraes y Joaquim Assis.
Fue dirigida por Paulo Ubiratan, Marcos Paulo, Gonzaga Blota y Jayme Monjardim, con la dirección general de Paulo Ubiratan y la producción ejecutiva de Eduardo Figueira. La gerencia de producción estuvo a cargo de Carlos Henrique Cerqueira Leite y Evaldo Lemos.
Protagonizada por José Wilker quien interpretó al protagonista homónimo y Regina Duarte, con las participaciones antagónicas de Lima Duarte, Lidia Brondi, Yoná Magalhães, Ewerton de Castro y los primeros actores Armando Bógus y Paulo Gracindo con las actuaciones estelares de Ary Fontoura,  Patrícia Pillar, Cássia Kis, Cláudia Raia, Othon Bastos, Fábio Júnior y la primera actriz Eloísa Mafalda.

## Trama
La historia se desarrolla en la región nordeste de Brasil, en la ciudad ficticia de Asa Branca que representa
un microcosmos de Brasil. Hace 17 años un monaguillo, conocido por todos como Roque Santeiro, murió defendiendo a los habitantes de Asa Branca de la invasión del peligroso Navalhada (Oswaldo Loureiro) y sus matones. A partir de allí, los pobladores le atribuyen milagros, otros como Doňa Pombinha piden su canonización. Roque se ha convertido en una leyenda, se ha reescrito su biografía, y su fama ha hecho progresar a la ciudad. Por otro lado, el difunto Roque también despierta el interés de muchos que se aprovechan de su leyenda para enriquecerse. Pero para desesperación de los poderosos de Asa Branca, Roque nunca estuvo muerto, y para empeorar las cosas, él regresa a la ciudad y amenaza con acabar con su mito.
Los representantes de las fuerzas políticas, religiosas y económicas de Asa Branca se dividen entre los que defienden que se revele la verdad y aquellos que quieren seguir con la farsa porque necesitan seguir lucrando.
Aquellos que se sienten amenazados por el retorno de Roque Santeiro son el conservador padre Hipólito, el alcalde Florindo Abelha, el comerciante Zé das Medalhas, quien es el que más lucra con la imagen de Roque Santeiro y el todopoderoso hacendado Sinhozinho Malta que ve amenazada su relación amorosa con la fogosa y extravagante Porcina da Silva por ser esta la supuesta viuda de Roque Santeiro.

### Núcleos principales
La dupla Gomes Dias - Silva crearon 7 núcleos dentro de la trama de Roque Santeiro.
Los cuatro núcleos principales fueron liderados por cuatro personajes: Roque Santeiro; el alcalde Florindo Abelha; la viuda del santo, doña Porcina da Silva; y el coronel Sinhozinho Malta.

### Núcleos secundarios
Los tres núcleos restantes fueron liderados por el villano Zé das Medalhas; Matilde, la dueña del night club; y el cineasta Gérson do Valle.
Dos personajes que no pertenecieron a ningún núcleo en particular; pero importantes dentro de la trama, fueron el padre Hipólito y el padre Albano.

## Reparto y actores de doblaje
Para su exportación a los países hispanoamericanos, el estudio de doblaje Etcétera Group, con sede en Venezuela, se ocupó del doblaje al español.
| Actor                | Personaje                                   | Actor de doblaje    |
| -------------------- | ------------------------------------------- | ------------------- |
| Regina Duarte        | Viuda Porcina (Porcina da Silva)            | Gladys Yáñez        |
| Lima Duarte          | Sinhozinho Malta (Francisco Teixeira Malta) | Raúl Xiques         |
| José Wilker          | Roque Santeiro (José Roque Duarte)          | Frank Maneiro       |
| Ary Fontoura         | Alcalde Florindo Abelha                     | Gonzalo Camacho     |
| Eloísa Mafalda       | Doña Pombinha (Ambrosina Abelha)            |                     |
| Yoná Magalhães       | Matilde                                     |                     |
| Armando Bógus        | Zé das Medalhas (José Ribamar de Aragão)    |                     |
| Lídia Brondi         | Tânia Magalhães Malta                       | Josefina Nuñez      |
| Fábio Júnior         | Roberto Mathias                             |                     |
| Paulo Gracindo       | Padre Hipólito                              |                     |
| Cláudio Cavalcanti   | Padre Albano, el "Padre Rojo"               | Rubén Antonio Pérez |
| Lucinha Lins         | Mocinha Abelha                              |                     |
| Máuricio do Valle    | Comisario Feijó                             |                     |
| Maurício Mattar      | João Ligeiro (João Duarte)                  |                     |
| Rui Resende          | Profesor Astromar Junqueira                 |                     |
| Patrícia Pillar      | Linda Bastos                                |                     |
| Ewerton de Castro    | Gérson do Valle                             |                     |
| Milton Gonçalves     | Fiscal Dorival Prata                        |                     |
| Luiz Armando Queiroz | Tito Moreira França                         |                     |
| Elisângela           | Marilda                                     |                     |
| Oswaldo Loureiro     | Navalhada (Aparício Limeira)                |                     |
| Nélia Paula          | Amparito Hernández                          |                     |
| Othon Bastos         | Ronald César                                |                     |
| Cássia Kis           | Lulu (Lugolina de Aragão)                   |                     |
| Arnaud Rodrigues     | Ciego Jeremias                              |                     |
| Walter Breda         | Francisco                                   |                     |
| Wanda Kosmo          | Doña Marcelina Magalhães                    |                     |
| João Carlos Barroso  | Toninho Jiló                                |                     |
| Nelson Dantas        | Beato Salú                                  |                     |
| Cláudia Raia         | Ninon                                       |                     |
| Ilva Niño            | Mina                                        |                     |
| Lutero Ruiz          | Doutor Cazuza                               |                     |
| Tony Tornado         | Rodésio                                     |                     |

## Creación, producción y censura (1963 - 1975)
En 1985 Alfredo Dias Gomes y Aguinaldo Silva escribieron Roque Santeiro basándose en la obra teatral del primero. Sin embargo la historia se remonta a muchos años atrás y a tres actos de censura.

### O berço do herói: estreno teatral censurado
Alfredo Dias Gomes comenzó a escribir una pieza teatral, O berço do herói,  (en español, "Donde Nació el Héroe" o "La Cuna del Héroe") cuya historia se centraba en un soldado del ejército, el cabo Roque, que era convertido en héroe de la Segunda Mundial sin ningún mérito y que cuyo mito solo servía para enriquecer a los más poderosos.
O berço do herói fue publicada dos años después por Editora Civilização a inicios de 1965. Todo en medio de un régimen militar que acababa de establecerse en marzo de 1964 con un golpe de Estado. El jefe del Estado Mayor, Humberto de Alencar Castelo Branco, será el primero de una lista de militares en el Palacio de Planalto. Por ende, el escenario no era propicio para una obra que cuestionaba el mito de los héroes militares. La primera edición impresa presentaba un prefacio de Paulo Francis y una mordaz solapa de Ënio Silveira. El primero, por ese entonces, era un intelectual de ideas troskistas, y el segundo, era editor y miembro de Partido Comunista. Una respuesta del Conselho de Segurança Nacional no se hizo esperar. Se pidió la prisión para ambos.
Y en el día de su estreno en el Teatro Princesa Isabel de Río de Janeiro, a solo cuatro horas que se levantara el telón (21 horas), la representación fue prohibida. Si bien el libreto había sido enviado a Censura General para ser revisado (mismo procedimiento por el que pasaría su versión televisiva, Roque Santeiro, en 1975) las autoridades exigieron asistir a un ensayo. Gomes Dias esperaba una respuesta inmediata; mas el gobernador de Río de Janeiro, Carlos Lacerda, esperó hasta el mismo día del estreno para informar que la representación había sufrido cambios de su texto original y que por lo tanto, vetaba su estreno.

### Censura cinematográfica de 1966

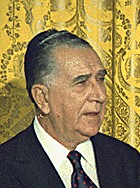
El Departamento de Censura e Diversőes Publicas, creado por Medici, imposibilitaría la transmisión de Roque Santeiro en 1975

Dias Gomes lo intentaría nuevamente en 1966 al trabajar en una adaptación cinematográfica de su obra teatral. Pero el jefe de la Policía Federal, el general Riograndino Kruel, del entorno del gobernante de turno, Humberto de Alencar Castelo Branco, le hizo saber a través de un comunicado «que era mejor que esperase sentado porque mientras los militares mandasen en este país, esa pieza jamás sería escenificada».
Esa frase se vería reafirmada con la llegada al poder de Emílio Garrastazu Médici, bajo cuyo gobierno se creó el Departamento de Censura e Diversőes Publicas.

### Guion de 1975

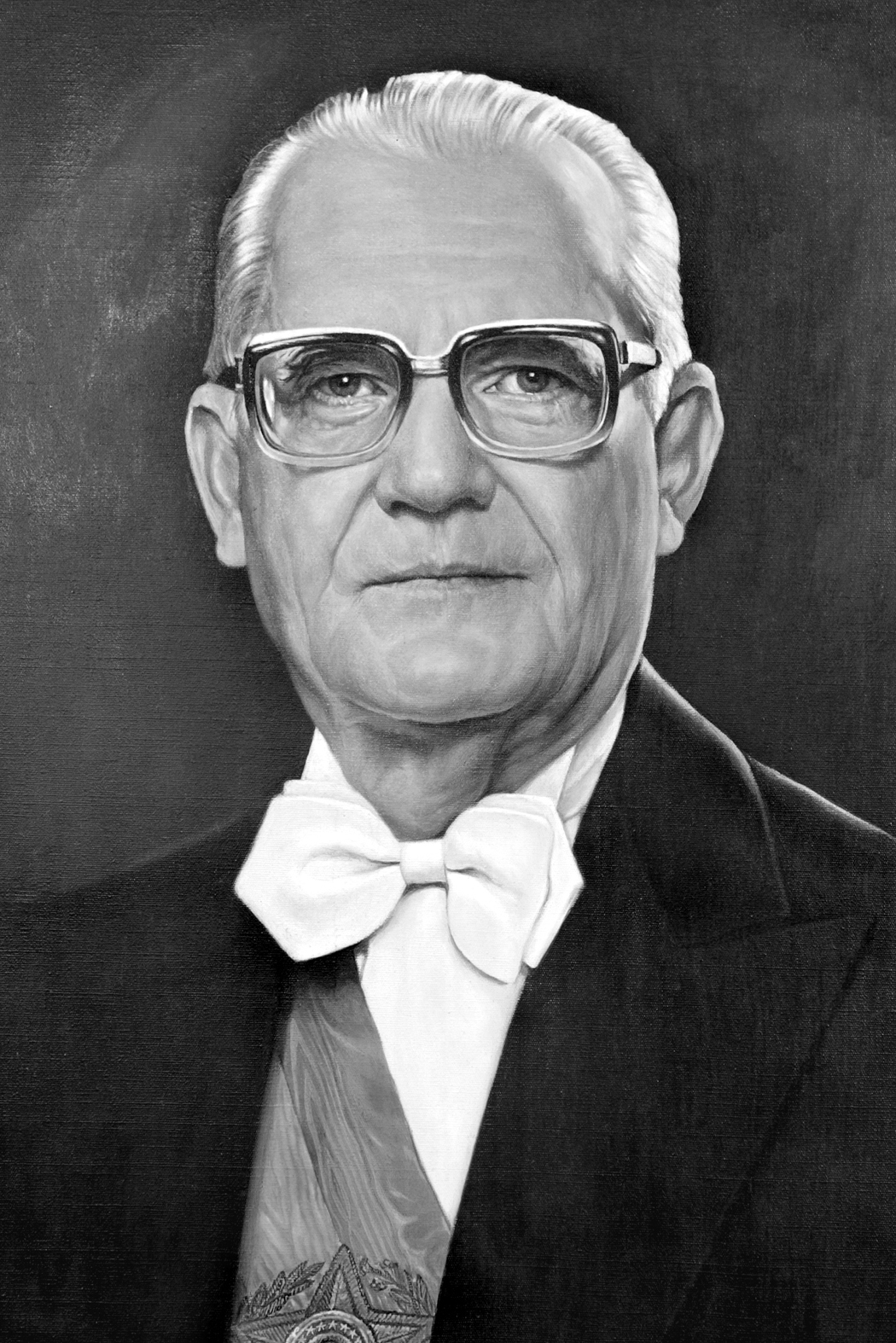
Bajo el régimen de Ernesto Geisel, Roque Santeiro fue vetada en 1975

Garrastazu Medici duraría en el poder solo cinco años. Su sucesor, el general del Ejército, Ernesto Geisel, prometía deslindarse de él. Pero pese a esa pretendida apertura política, existía hacia el mandatario una fuerte resistencia en el sector duro de las Fuerzas Armadas, partidarias más bien del eslogan «Brasil, ámalo o déjalo» y de los años de plomo de Garrastazu Médici.
En medio de ese clima enrarecido, Dias Gomes decidió readaptar para la televisión su obra. Nuevamente trabajaría para Rede Globo. El proyecto comenzó a andar a partir de enero de 1975. Así el héroe de Dias Gomes en O berço do herói no era más un falso héroe de guerra, sino un monaguillo y santero. Gomes había creado a Roque Santero. Y con ello, Rede Globo buscaba evitar la censura.
Después de todo, no era la primera vez que el Departamento de Censura e Diversões Publicas (DCDP) ordenaba reescribir los guiones de Rede Globo. En 1971 se modificaron los diez primeros capítulos de la telenovela O homem que deve morrer porque Janete Clair, la guionista, había decidido centrar su novela en un médico nacido del Espíritu Santo. Rede Globo cedió y el personaje de Tarcísio Meira fue transformado en mitad humano mitad extraterrestre.
En un caso más próximo, ningún actor de la telenovela Escalada, a la que Roque Santeiro pretendía cubrir en el horario estelar, debía pronunciar el nombre del expresidente democrático Juscelino Kubitscheck, enemigo político del régimen militar. Rede Globo nuevamente se sometió al DCDP y el nombre de Kubitscheck fue borrado de todos los libretos. Sin embargo ninguna de ellas había sido rotundamente prohibida. Habían sido drásticamente o levemente retocadas para adaptarlas al clima político. El caso de Roque Santeiro iría más allá.

#### Roque Santeiro y Departamento de Censura e Diversões Publicas
En su inicio, el procedimiento para rodar Roque Santeiro no escapaba a la regla. Rede Globo presentó los libretos de los primeros 20 capítulos al Departamento de Censura e Diversőes Publicas (DCDP) creado por Garrastazu Médici y que Geisel no desactivó. Los libretos debían llegar a la 4º planta del Banco Nacional de Desenvolvimento Econômico (BNDE) en donde se hallaba su sede. Así lo hizo Rede Globo y el 4 de julio de 1975 recibió una respuesta positiva, mas no definitiva del propio director del DCDP, Rogério Nunes. Para permitir su difusión, Rede Globo debía grabar los primeros veinte capítulos para su respectivo visionado. Solo entonces la cadena obtendría el visto bueno de Censura Federal.

##### Rodaje de Roque Santeiro (1975)
Bajo la dirección de Daniel Filho, su esposa y actriz Betty Faria, los actores Lima Duarte y Francisco Cuoco empezaron las grabaciones. Si bien en los libretos de Dias Gomes, Asa Branca era una ciudad al nordeste de Brasil, Rede Globo quiso aprovechar la vegetación e hizo construir los escenarios en la región sudeste de Brasil, en Río de Janeiro, en el barrio de Barra de Guaratiba.
No fue un rodaje fácil para la pareja Filho - Faria. Ellos habían filmado O homem que deve morrer en 1970. Este era un nuevo proyecto juntos; pero no funcionó. La actriz Betty Faria acababa de dar a luz. Y eso, sumado a las más de 500 horas de grabación, provocó que esta declarara:

«Grabé 30 capítulos. Estaba casada con Daniel Filho. Venía de tener a mi hijo João. ¡Y fue horrible. ¡Fue pesado! ¡Daniel estaba pesado! Gritaba y yo tenía mi bébé en casa».
Entrevista de Betty Faria concedida a UOL

Por su parte, el Departamento de Censura aparentemente quedó satisfecha con los capítulos grabados y puso la condición que la telenovela fuese transmitida a las 22 horas.
Se grabaron en total 36 capítulos. Y su estreno fue anunciado para el 27 de agosto de 1975. Rede Globo planeaba reeditar el gran éxito de la también censurada telenovela Escalada que era transmitida a las 20 horas. Y lo haría con esta producción llamada A Fabulosa Estória de Roque Santeiro e de Sua Fogosa Viúva, a que Era Sem Nunca Ter Sido. Como novedad, esta iba a ser la primera producción en colores en ese horario.

##### Censura en día de estreno
En un webdoc sobre Roque Santeiro, Daniel Filho declaró que él presentía la censura, una semana antes del día del estreno. "Comenzó a correr el rumor de que la novela iba a ser prohibida. Nadie sabía por qué", horas antes del estreno, la emisora recibió un documento del Departamento de Ordem Política e Social, DOPS, que vetaba la transmisión de Roque Santeiro, dicho documento estaba firmado por el ministro de Justicia, Armando Falcão y prohibía la emisión de la telenovela.
El motivo fue una interceptación telefónica que acababa de revelar una conversación que sostenía el guionista con Nelson Werneck Sodré, militar e historiador que se había opuesto al golpe de Estado de 1964. Werneck Sodré no sabía que el Serviço Nacional de Informações (SNI), creado en 1964, había interceptado su teléfono. En este diálogo de carácter privado Dias Gomes sostenía que Roque Santeiro era un modo de engañar a los militares, que era una adaptación televisiva de O berço do Héroi con ligeras modificaciones que harían que el ejército no se diera cuenta que ambas libretos se trataban de la misma obra.

- «¿Qué haces?» - quiso saber Werneck.
- «Una cabronada» - respondió Dias -, «estoy adaptando O berço do herói para la TV»
- «Pero ¿la Censura va a dejarla pasar?» - recordó Werneck.

- «El cabo no está más. Así va a pasar. Esos militares son muy burros» - afirmó Dias.
 Conversación grabada por SNI entre Werneck y Gomes Dias

A modo de sanción, el Departamento de Censura exigió a Rede Globo que despidiera a Alfredo Dias Gomes; pero su director, Roberto Marinho, afirma haber resistido a la presión. Esa actitud distaba del apoyo del diario O Globo, de propiedad de Roberto Marinho, al golpe militar de 1964. Hasta entonces este había sido explícito a través de editoriales que aparecieron solo un año después de fundarse Rede Globo (26 de abril de 1965).

##### Repercusiones

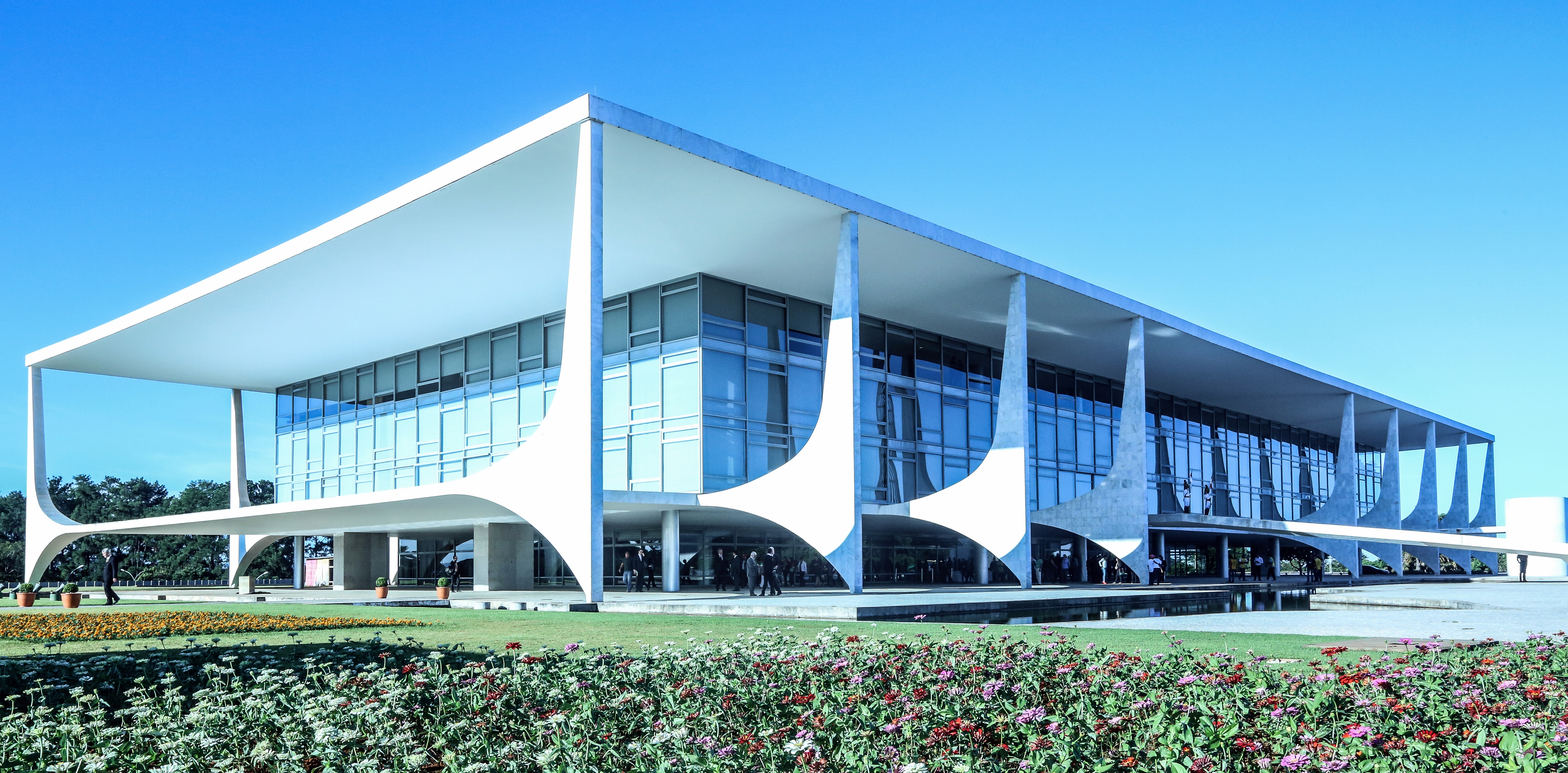
Regina Duarte y Lima Duarte (los futuros Sinhozinho Malta y Viuda Porcina) volaron al Palacio de Planalto

En un primer momento los actores más representativos firmaron un manifiesto y emrumbaron a Brasília para entrevistarse con el general Ernesto Geisel. Parte de esa comitiva estaba integrada por Tarcísio Meira, Regina Duarte (la futura Viuda Porcina de 1985) y el mismo Daniel Filho. Les recibió el jefe de Gabinete de la Presidencia, Golbery do Couto e Silva. Ese fue su único contacto con el Palacio de Planalto. La censura era, en definitiva, una decisión irrevocable.
En medio de la conmoción del equipo, el canal y Daniel Filho tuvieron apenas tres meses para preparar otra novela, Pecado Capital. Entretanto, para llenar el espacio dejado intempestivamente por Roque Santeiro, Rede Globo retransmitió un resumen del gran éxito de Janete Clair, Selva de Piedra. Que Clair fuera por ese entonces la esposa de Alfredo Gomes Dias no fue pretexto para que se censurara Pecado Capital. Ella se encargó de los libretos de la nueva producción, el cual salió al aire un 24 de noviembre de 1975 y se tornó en uno de los mayores éxitos de la época. Para la nueva realización, Filho convocó al mismo elenco de Roque Santeiro y se utilizó parte de su guion.

### Estreno teatral deO Berço do heróien Estados Unidos
Un año después de la censura contra Roque Santeiro que hizo que la televisora Rede Globo transmitiera un editorial en el noticiero Jornal Nacional y que la publicara en el diario O Globo, a modo de protesta, O Berço do Herói se estrenó finalmente. La representación tuvo lugar el 28 de noviembre de 1976 en el Teatro «The Playhouse», del Departamento de Teatro y Cine de Universidad Estatal de Pennsylvania.

## Creación, producción y estreno (1985)

### Rodaje de 1985

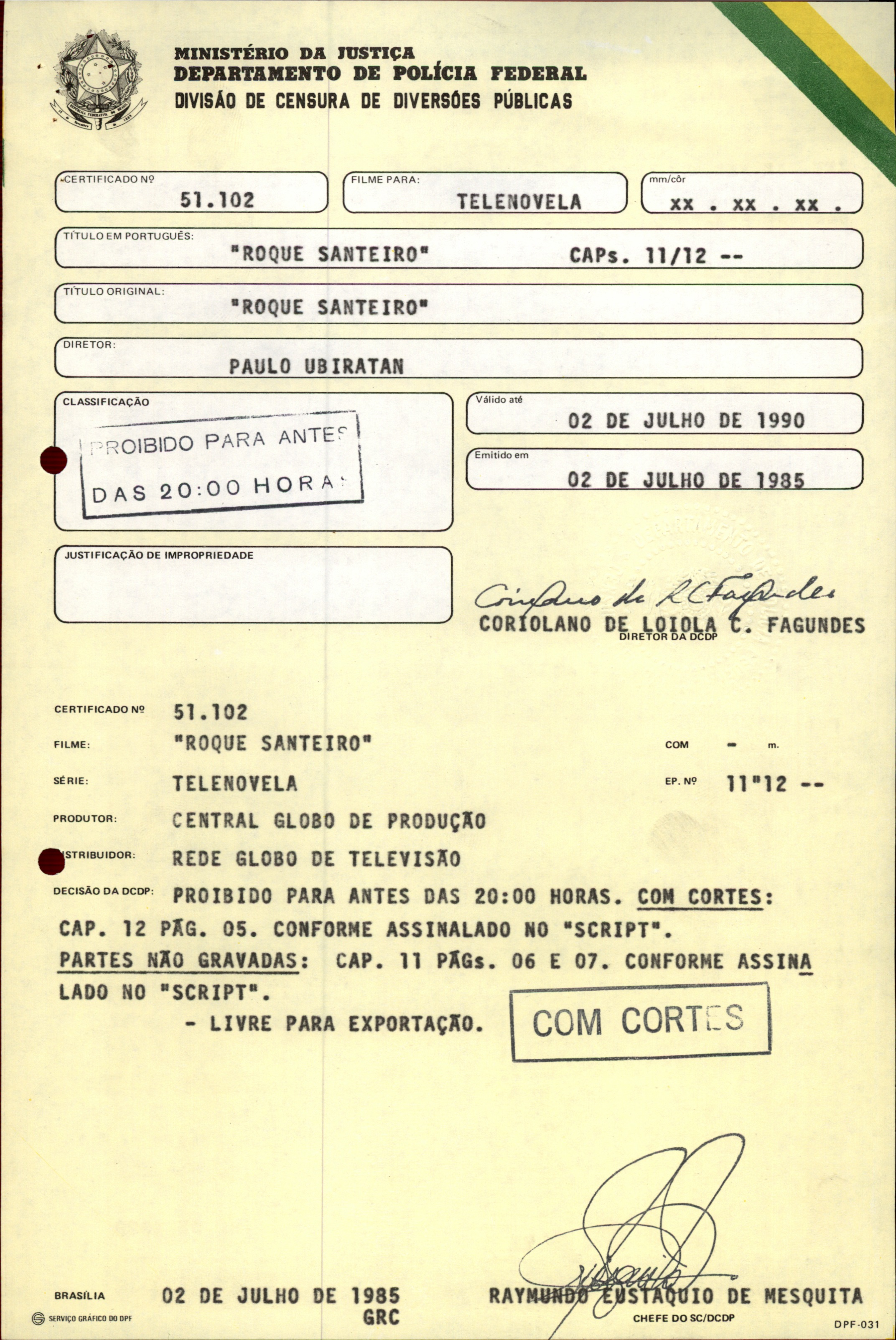
Documento del gobierno brasileño de liberación con revisiones de Roque Santeiro, en 1985.

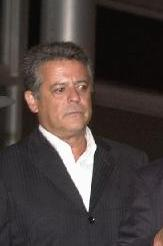
Marcos Paulo

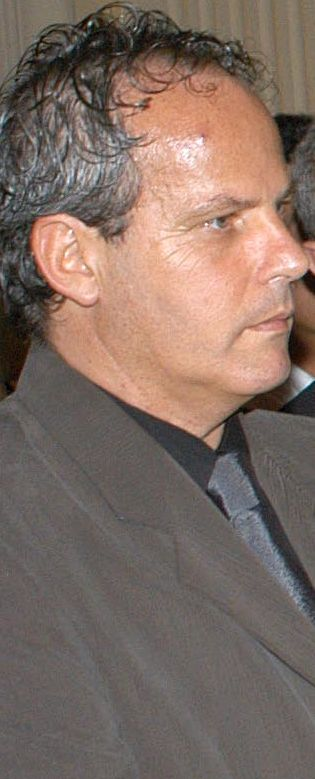
Jayme Monjardim

Diez años después, ya con el gobierno civil de José Sarney, Rede Globo aprovechó para recomenzar el rodaje. El Departamento de Censura e Diversőes Publicas (DCDP), sin embargo, siguió operando hasta el 5 de octubre de 1988, día en que se aprobó la nueva Constitución. En medio de ese clima de transición política y dada la presión que ejercía el DCDP, el guionista Aguinaldo Silva se verá obligado a modificar su guion y hacer desaparecer personajes.

#### Dirección y equipo técnico
La dirección general estuvo a cargo de Paulo Ubiratan. Y le acompañaron Marcos Paulo, Gonzaga Blota y Jayme Monjardim.
| Cargo                            | Equipo técnico |
| -------------------------------- | --- |
| Dirección general                | Paulo Ubiratan |
| Realizador                       | Paulo Ubiratan, Marcos Paulo, Gonzaga Blota, Jayme Monjardim                                                         |
| Supervisión                      | Daniel Filho |
| Coordinación de producción       | Maria Alice Miranda                                                                                                  |
| Equipo de producción             | Milton Canavezes, Pehna Marques, Roberto Costa, Luiz Tornelli, Ricardo M. Correa, Leni Aguiar, Antonio Carlos Amaral |
| Montaje                          | Sergio Louzada, Célio Fonseca                                                                                        |
| Diseñador de producción          | Ana María Magalhaes                                                                                                  |
| Investigación                    | Silvana Estrella |
| Investigación de texto           | Lilian Garcia |
| Script                           | Carmem Ubilla, Ana Lucia Evangelista                                                                                 |
| Escenografía                     | Raul Travassos |
| Asistente de escenografía        | Juliana Rodrigues |
| Escenografía de la ciudad        | Mário Monteiro |
| Diseñador de vestuario           | Marco Aurélio |
| Asistente de diseño de vestuario | Luiz Lacerda, Eliane Silveira                                                                                        |
| Obras de arte                    | Antonia de Tracunhaem, Concessa Colaço                                                                               |
| Encargado de vestuario           | Zenilda Barbosa |
| Maquillaje                       | Eric Rzepecki |
| Equipo de maquillaje             | Gracete Magalhaes, Lindalva Verones, Rosana Shishito, Luzia da Silva                                                 |
| Director de escena               | Antonio Rocha, Ricardo Paiva                                                                                         |
| Iluminación                      | José C. Botelho, Rosemberg Mello                                                                                     |
| Camarógrafos                     | Wagner Keppi, Arlindo Lins de Oliveira, Walter do Espírito Santo, Ubiratan Dantas da Silva                           |
| Director técnico                 | Milton Valinho |
| Diseñador de sonido              | Aroldo Barros |
| Producción musical               | Mariozinho Rocha |
| Efectos sonoros                  | Jair Pereira |
| Música incidental                | Waltel Branco, Radamés Gnatalli, Marcio Pereira                                                                      |
| Supervisión de audio             | Emiliano Costa Neto                                                                                                  |
| Supervisión musical              | Walter D' Avilla Filho                                                                                               |
| Producción ejecutiva             | Eduardo Figueira |
| Administración de operaciones    | Mário Rogério Ambrósio                                                                                               |
| Administración de la producción  | Carlos Henrique Cerqueira Leite, Evaldo Lemos                                                                        |
| Dirección de producción          | Manoel Martins Moraes                                                                                                |

#### Escenarios
|                                                                                |
| Dias Gomes desarrolló Roque Santeiro y O berço do herói al nordeste de Brasil. |

|                                                       |
| Sin embargo Rede Globo grabó en el sudeste de Brasil. |

|                                   |
| Rede Globo escogió Río de Janeiro |

| |
| Al oeste, en el barrio de Barra de Guaratiba (verde), Rede Globo construyó el pueblo ficticio de Asa Branca. |

#### Reparto original de 1975
Por consideración, se requirió al mismo equipo de la frustrada versión televisiva de 1975. Lima Duarte aceptó volver a encarnar a Sinhozinho Malta. También aceptaron reencontrarse con sus personajes los actores João Carlos Barroso (Toninho Jiló), Luiz Armando Queiroz (Tito Moreira, novio de Linda Bastos) e Ilva Niño (Mina, la empleada de la Viuda Porcina).
Del resto del reparto original de 1975 finalmente se reincorporaron en otros roles:
Milton Gonçalves, que originalmente era el padre Honório en la versión censurada, obtuvo el papel del fiscal Lourival Prata, quien en los capítulos finales intentará poner bajo las cuerdas al villano Sinhozinho Malta.
La actriz Elizângela pasó de interpretar a Tânia en 1975, hija de Sinhozinho Malta, a encarnar a Marilda en 1985, la esposa que acosa y chantajea de principio a fin al voluble y seductor Roberto Mathias (Fábio Jr.).
Lutero Luiz, originalmente el alcalde Flô, se convirtió en el Dr. Cazuza Amaral.

#### Abandonos y cambios en el reparto
Entre quienes abandonaron el proyecto se encuentran: Daniel Filho. Ėl no sería más el director general; pero sí estaría a cargo de la supervisión Y trabajaría al lado de cuatro directores: Paulo Ubiratan, Marcos Paulo, Gonzaga Blota y Jayme Monjardim
Dennis Carvalho también cedió su rol del seductor actor Roberto Mathias a Fábio Júnior sin optar por otro personaje. Tres años después, Carvalho dirigiría junto a Ricardo Waddington la telenovela Vale Tudo (1988).
Las bajas también se dieron en los roles principales. Francisco Cuoco y Betty Faria rechazaron la oferta de reinterpretar a Roque Santeiro y la Viuda Porcina.
Surgió una controversia sobre el verdadero motivo de la renuncia de Betty Faria al rol de Porcina da Silva. La propia actriz reconoce que fue «flagelada» por sus compañeros y la prensa tras haber tomado esa decisión. Regina Duarte, por entonces, una aspirante más al papel acotó: «No sé por qué Betty no quiso ese papel»
Su exmarido, el realizador Daniel Filho, había abandonado la dirección de Roque Santeiro y estaba encargado exclusivamente de la supervisión. Así la dirección general había pasado a manos de Paulo Ubiratan. Por ende, la renuncia de Betty Faria a formar parte del reparto se debía a un factor ajeno al equipo de producción.
La actriz, cuando fue llamada por Rede Globo para reincoporarse al truncado proyecto de Roque Santeiro, era pareja de un actor americano que vivía en los Estados Unidos. Y dado que ella vivía en Brasil, ambos estaban obligados a viajar con frecuencia a sus respectivos países.

«Me quedé con la espina. Porque la novela tuvo un éxito coj... la novela tuvo un éxito coj..., hizo harta pasta. Y yo acabé mi asunto en los Estados Unidos porque no daba para más. O yo iba para allí o terminaba. Regresé y fui a rodar a Bahía. Me arrepentí convencida de que debía haberlo hecho».
 Betty Faria en entrevista con Carla Neves. UOL. 24 de julio de 2007 

Habiendo Cuoco renunciado a seguir en el proyecto, José Wilker se hizo con el papel de Roque, el cual aparecería dentro de la telenovela en el capítulo 26.
|                                                                                        |
| Dennis Carvalho abandonó "Roque Santeiro"; pero en 1988 dirigiría el éxito "Vale Tudo" |

|                                                                                               |
| Betty Faria renunció a reincorporarse al equipo y a retomar su personaje de Porcina da Silva. |

### Guion
Fueron Alfredo Dias Gomes y Aguinaldo Silva los guionistas principales. Y Marcílio Moraes y Joaquim Assis, los colaboradores. Asimismo se contó con la investigadora Lilian Garcia.

#### Primer período
Antes de empezar a hacer andar el proyecto, Rede Globo ya contaba con el texto original de 25 páginas titulado «A fabulosa estória de Roque Santeiro e sua fogosa viuva a que era ser nunca ter sido» y con 51 capítulos escritos. Estos pertenecían a la versión vetada de 1975 con Lima Duarte, Betty Faria y Francisco Cuoco. Estos habían sido escritos por Alfredo Dias Gomes, adaptados para el horario de las diez.
En el texto original ya está determinado el duelo entre Navalhada y Roque Santeiro, y en particular, Dias Gomes ya había decidido que el mito del falso santo de Asa Branca jamás sería desbaratado por las fuerzas económicas y políticas de Asa Branca.
Sin embargo, según Aguinaldo Silva, Dias Gomes no quiso seguir escribiendo la novela, y pidió expresamente que él tomara su puesto. Ese no sería la única sugerencia de Dias Gomes. Este también recomendaría a Marcílio Moraes, entonces novato en el mundo televisivo; pero con mucha experiencia en el mundo del teatro, para que se incorporara al nuevo equipo de guionistas en el papel de colaborador.
Aguinaldo Silva sería el director y trabajaría también junto a un segundo colaborador: Joaquim Assis. Desde el capítulo 22 se incluyó a Marcílio Moraes en los créditos. Desde el capítulo 47 Joaquim Assis fue también incluido.
Marcilio Moraes recuerda que se dividieron las funciones de la siguiente manera: Aguinaldo Silva, como coautor de Roque Santeiro se encargaría de crear, estructurar la novela y escribir los diálogos. En este último campo, Moraes y Assis le acompañarían.
Silva crearía pocos nuevos personajes para el guion porque ya se había cerrado al elenco. Lo que sí estuvo en sus manos fue enriquecer, modificar o dar más destaque a los personajes de Dias Gomes. Así las actrices Cláudia Raia e Ísis de Oliveira (Ninon e Rosaly del night club Sexus) obtuvieron mayor presencia escénica.
Aguinaldo Silva haría lo mismo con el personaje de Sinhozinho Malta Fue idea suya agregar el tic del poderoso hacendado de Asa Branca, quien lleno de relojes, producía con su muñeca el sonido de una serpiente de cascabel cuando había que aplicar su ley.
Asimismo contribuyó al atribuir falsamente al personaje del actor Maurício do Valle (el comisario Feijó en la ficción) el papel del hombre lobo.
Otra modificación de su autoría es el personaje de Lulú das Medalhas (Cássia Kiss). De estar loca en la versión original, Aguinaldo Silva la transformó en una mujer que poco a poco toma consciencia de la opresión que sufre por parte de su marido (Armando Bógus).
Uno de los logros del equipo fue no ser víctima del «fenómeno de barriga», en el que caen todas las producciones, con éxito o sin éxito. Dentro de lenguaje televisivo el «fenómeno de barriga» es la curva que va en picada en los índices de audiencia. Normalmente esto suele suceder a mitad de la trama cuando la público ya conoce a los personajes y solo retoma la telenovela en los capítulos finales.

##### Método de trabajo
En un comienzo el método de trabajo era el siguiente: Cada semana Aguinaldo Silva escribía 5 capítulos. Respecto a sus colaboradores, cada lunes entregaba una escaleta (la estructura del capítulo), elaborado previamente por él mismo, para que Marcílio Moraes se encargara de escribir los diálogos. Poco después, Joaquim Assis, al igual que Moraes, también comenzó a escribir un capítulo por semana. Solían reunirse una vez por semana para discutir y dar sugerencias.
En un cálido ambiente de trabajo, la dinámica para la elaboración del guion pasó a ser la siguiente:
Aguinaldo Silva seguía construyendo las escanetas y distribuía seis de forma equitativa entre los tres. Ya con ellas, Silva, Moraes y Asim escribían los diálogos al mismo tiempo. Para beneficio de Moraes y Asis, pasaron de escribir un solo capítulo a dos capítulos. Ninguno de los tres se reservó algún núcleo o personaje en particular
Cuando Silva recibía de sus colaboradores su trabajo ya terminado, pasaba a dar una revisión final. En ese entonces, sin un procesador de textos y con una máquina de escribir, Silva debía editar y concertar el trabajo de los tres con tijera y cola.

##### Últimos capítulos escritos por Silva
Existen discrepancias para determinar cuál fue el último capítulo escrito por Aguinaldo Silva. Este declara que su labor terminó con el capítulo 163, pero Marcílio Moraes, su colaborador, afirma que fue hasta el capítulo 160. Asimismo Silva afirma haber tenido que alargar los capítulos dado que los libretos de 1975, entregados por Dias Gomes, eran más cortos (su horario había pasado de las ocho a las diez de la noche). Nuevamente surge otra polémica porque Moraes asegura que el material de Dias Gomes fue rodado sin modificaciones.

«Yo comienzo Roque Santeiro cuando Dias Gomes tenía 40 capítulos ya escritos de la primera fase. Eran capítulos escritos para las diez de la noche, eran más cortos, tuve que hacer una readaptación para el horario de las ocho. Y a partir de allí yo continué la novela. y llegué hasta el capitulo 163. Y se convirtió en un éxito nacional».
Aguinaldo Silva en webdoc producido por Memoria Globo

.

«Leyendo los primeros 51 capítulos, escritos por Dias Gomes para la versión prohibida de 1975 y que fueron transmitidas prácticamente ipsis litteris (literalmente o fielmente), descubri que era una novela de calidad. Y fue allí que aprendí lo básico del oficio. Escribí treinta capítulos y me enorgullezco de haber influido en algunas decisiones fundamentales en el desarrollo de la historia. Por ejemplo,  Aguinaldo Silva, que asumió la trama entre los capítulos 51 y 160, quería revelar la identidad de Roque Santeiro, por el capítulo 90».
Marcílio Moraes en su página oficial

#### Segundo período
Tres meses después del estreno de Roque Santeiro que batía récords de sintonía y con Alfredo Dias Gomes ya de regreso de Europa, se concertaron reuniones quincenales entre el dramaturgo y Aguinaldo Silva. En general, el segundo comunicaba al primero cómo se desarrollaría la telenovela en los próximos bloques. Sin embargo, el rotundo éxito de la telenovela creó un clima de confrontación entre Alfredo Dias Gomes y Aguinaldo Silva que llegó a la prensa. La controversia radicaba en identificar quién de los dos era el verdadero autor de Roque Santeiro. Silva consideraba que el autor de Roque Santeiro era, en definitiva, Alfredo Dias Gomes; pero que era él quien la había escrito.
Sin embargo, las tensiones no se atenuaron entre Silva y Dias Gomes. El dramaturgo y creador de Roque Santeiro pediría la reescritura de varios bloques ya escritos por Aguinaldo Silva. Es por ello que Silva decidió salirse de la producción. El director de televisión José Bonifácio de Oliveira Sobrinho dio control absoluto del guion a Dias Gomes. Se separó del equipo a Silva, autor de 111 capítulos. Moraes y Assis seguirían como colaboradores y entregarían sus guiones a partir de entonces a Dias Gomes. No se modificó la dinámica establecida por Aguinaldo Silva. Tanto Dias Gomes, Moraes y Assis escribirían dos capítulos, sin reservarse ninguno de ellos algún núcleo o personaje en particular.
Aguinaldo Silva, que fue apartado del equipo, se pronunció respecto a este cambio en el desarrollo de la trama:

«Tenía ya listo el giro para que Porcina, al final, renegase de su relación con Sinhozinho Malta y se fuese con Roque Santeiro (José Wilker). Para mí, esa debía ser la trayectoria del personaje: de la ignorancia al conocimiento. Sería un final ejemplar y positivo. Cuando Dias asumió la telenovela, Porcina ya era otra mujer, bien diferente de la del comienzo. Él simplemente pasó a escribir sobre ella como en sus inicios, sin ni siquiera intentar justificar dramaturgicamente ese cambio. Creo que en eso él y yo diferíamos: Dias era profundamente machista y yo, adoro a las mujeres».
 Entrevista del periodista André Bernardo al guionista Aguinaldo Silva publicada el 28 de diciembre de 2010.

Aguinaldo Silva atribuirá cambios drásticos en los personajes (sobre todo en el de Porcina da Silva) y en la trama a raíz del reingreso de Dias Gomes. Así el final de la viuda Porcina y el villano Sinhozinho Malta al estilo Casablanca fue de su autoría.
Paulo Ubiratan dirigió dos escenas. En ambas, se utilizó una aeronave Cessna 172E, PT-CDO, con la pintura de Air France en la cola y se contó con el actor Tony Tornado en el papel de Rodésio tras el volante. Tanto Regina Duarte como José Wilker (Porcina y Roque Santeiro) están en el asiento posterior de un coche preparados para coger la aeronave y así huir de Asa Branca.
En la primera escena Porcina da Silva desiste de acompañar a Roque y se queda en compañía de Sinhozinho Malta. En la segunda, por el contrario, ella insiste en abandonar Asa Branca con Roque y aborda la aeronave.
En 2010 Aguinaldo Silva contó detalles que motivaron su salida:

``«Cuando él (Dias Gomes)  llegó de viaje, solo se hablaba de Roque Santeiro. Pero él siguió apartado. Estaba en los capítulos finales cuando me llamó para una reunión. Dias Gomes no se puso de acuerdo con mi final y recibí una llamada de la emisora para que entregase la novela».

Con la partida de Aguinaldo Silva y ya bajo control de Dias Gomes, Roque Santeiro no volvería a alcanzar el récord de 100 puntos, según Ibope. El estreno del documental «A Negação do Brasil» (2000) del director Joel Zito Araújo reveló que se grabó un tercer final. En el minuto 30, el actor Tony Tornado (Rodésio en Roque Santeiro) declaró que Rede Globo grabó una escena en donde Porcina terminaba al lado de su personaje.

«Creo que Porcina debía terminar con Rodésio, su capataz. La unica persona que realmente quería mucho a Porcina, que la respetaba y la protegía mucho. Inclusive hicieron tres finales: yo quedándome con Porcina. Pero ese final no fue transmitido. Les faltó coraje. Era la cosa más logica ya que todos abandonaron a Porcina. Solamente Rodésio la protegió hasta el final. Todo el mundo sabía que Rodésio estaba enamorado de Porcina. Pero la emisora no tuvo coraje. Ese final fue rodado. Hicimos tres finales para la novela. La emisora no menciona eso».
Tony Tornado en documental A Negação do Brasil

.
Tony Tornado explicó el motivo de que Rede Globo no haya citado jamás ese detalle al afirmar que «cada emisora tenía un departamento de prensa para divulgar lo que pasa dentro y que evidentemente se encondió ese hecho». Por otro lado, en el documental no se mostraron imágenes o material audiovisual de ese tercer final. Tampoco se incluyeron entrevistas al personal de Rede Globo para confirmar las declaraciones de Tony Tornado quien en la escena, en homenaje a Casablanca, sí estuvo presente en su papel de Rodésio.
Si Dias Gomes fue el responsable del final en homenaje a Casablanca, fue Marcílio Moraes quien sugirió que podía seguirse el estilo de John Ford y su guionista James Warner Bellah en The Man Who Shot Liberty Valance para impedir que Roque Santeiro se convirtiera en un héroe. Se usó entonces la escena del duelo entre Lee Marvin, James Stewart y John Wayne.

### Secuencia de apertura de la telenovela

#### Logotipo a cargo de Globotec
La realización técnica del famoso logotipo estuvo a cargo de Globotec, una empresa creada por Rede Globo en 1978. En 1990 se independizó y pasó a llamarse GTEC.

#### Efectos visuales
Casi diez años después de haber diseñado el logotipo de Rede Globo, el diseñador gráfico Hans Donner, recibió el encargo de producir la secuencia de apertura de Roque Santeiro. Pero no trabajó solo. Le acompañaron Ricardo Nauenberg y Nilton Nunes.
Donner, Nauenberg y Nunes usaron una técnica audiovisual conocida como Croma que permite que una imagen captada por una cámara sobre un fondo azul pueda ser insertada sobre un nuevo fondo.
El rodaje se desarrolló de la siguiente manera: se escogió como locación la Base Aérea dos Afonsos, en el barrio Campo dos Afonsos, en Río de Janeiro. Allí se pintó de azul un área de 3 kilómetros cuadrados. Sobre él, varios figurantes, vestidos de labradores, y poco después, un tractor, debían desplazarse. Así también un motociclista tuvo que saltar sobre una rampa azul. Se usaron también trenes y aviones en miniatura.
El resultado fue el siguiente: en una especie de microcosmos, varios labradores caminaban sobre una hoja natural. El logotipo, producido por Globotec, aparecía con un efecto tridimensional. La letra «Q» de la palabra «Roque» representaba una aureola brillante. Un avión sobrevolaba un cocodrilo. Un tractor y dos mujeres paseaban sobre una mazorca. Un tren salía de una fruta. Un motero se hacía camino sobre un coco. Un hombre tiraba de su carreta sobre un plátano. Un barco navegaba sobre una mariposa y en medio de una victoria amazónica, Hans Donner creaba un atasco vehicular. 

### Música
La telenovela contó con la colaboración del artista Moraes Moreira, quien aceptó que la canción «Santa Fé» de su disco «Tocando a vida» (1985) fuera la música de fondo.
| Santa Fé Portugués                                            | Santa Fe Español                                           |
| ------------------------------------------------------------- | ---------------------------------------------------------- |
| E Deus? Deus e o Diabo na Terra                               | ¿Y Dios? Dios y el Diablo en la Tierra                     |
| Sem guarda-chuva, sem bandeira, bem ou mal.                   | Sin paraguas, sin bandera, bien o mal                      |
| Ninguém destrói essa guerra                                   | Nadie destruye esa guerra                                  |
| Plantando brisa e colhendo vendaval.                          | Plantando brisa y cosechando vendaval                      |
| Não sou nenhum São Tomé                                       | No soy Santo Tomás                                         |
| no que eu não vejo, eu ainda levo fé                          | en lo que no veo, en eso tengo fé                          |
| Eu quero a felicidade. Mas a tristeza anda pegando no meu pé. | Quiero la felicidad. Pero la tristeza no me deja en paz.   |
| Tem gente falando com a lua, gente chorando na praça          | Hay gente hablando con la luna, gente llorando en la plaza |
| Menino querendo rango, nego bebendo cachaça                   | Niño queriendo bocadillo, negro bebiendo aguardiente       |
| E a cada minuto que passa tem muita gente chegando            | Y con cada minuto que pasa hay mucha gente llegando        |
| Tem muita gente pagando, pagando, pagando, pra ver.           | Hay mucha gente pagando, pagando, pagando, para ver.       |

## Recepción y audiencia en Brasil
La profesora de la Escuela de Historia y de la Escuela de Estudios Generales de la Universidad de Costa Rica, Ligia Carvajal Mena, expuso en un artículo «Trayectoria de la telenovela latinoamericana: el caso de la telenovela brasileña» que la audiencia de Roque Santeiro en Brasil estaba compuesta en su mayoría por mujeres.
Asimismo se explica que la mejor explicación a este cuadro recae en que cada grupo tuvo una lectura diferente de la telenovela. «Los hombres tienden a centralizar su interés en aspectos humorísticos, su lectura es más superficial y las mujeres se inclinan a un examen más sicológico de las situaciones planteadas»
En cuanto a cuántos puntos de audiencia obtuvo la telenovela, hay controversias. Según Ibope, su promedio general fue de 74 puntos, convirtiéndose en la telenovela de mayor audiencia de la televisión brasileña. Por otro lado, el coguionista Aguinaldo Silva aseguró que ese promedio fue de 7 puntos menos: 67 puntos.
Durante su último capítulo, transmitido el viernes 21 de febrero de 1986, donde Roque Santeiro parte de Asa Branca, la telenovela obtuvo la mayor audiencia de la historia brasileña: 95 puntos. Sin embargo el colaborador Marcílio Moraes está en desacuerdo con esta versión.

## Impacto cultural en el extranjero
Rede Globo vendió Roque Santeiro a cerca de 50 países.
Entre los países en donde fue transmitida, cabe destacar Angola, Cabo Verde, Cuba y Portugal.

### Angola

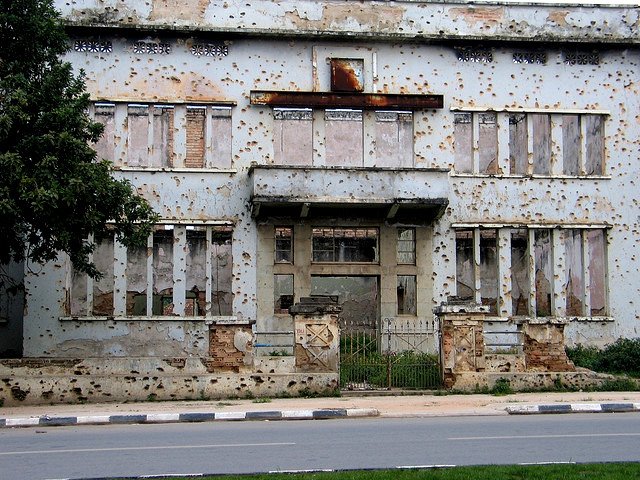
En medio de la Guerra Civil Angolana, Roque Santeiro fue transmitida por el canal TPA.

En 1985, en medio de la guerra civil, que se desataba en Angola (1975 - 1990) la cadena Televisāo Publica de Angola transmitió Roque Santeiro y su éxito se reflejó cuando el Mercado Popular da Boavista pasó a llamarse O Mercado do Roque Santeiro. Los consumidores hallaban que este mercado "hacía milagros" tal como ocurría con el santo de Asa Branca en la novela de Dias Gomes y Aguinaldo Silva. Es decir, podía encontrarse de todo.
Creado en los años 80 e inaugurado en 1991 en Luanda, capital de Angola, en el municipio do Sambizanga, el Mercado do Roque Santeiro era el mercado más grande a cielo abierto de África.

### Cabo Verde
El mismo efecto de Roque Santeiro en Angola se repitió en Cabo Verde, país en donde la ficción se transformó en realidad. Si los angoleños llamaron Roque Santeiro al mercado principal de África, en Cabo Verde se llamó Sucupira al centro comercial más grande de Cabo Verde, tal como el dramaturgo había bautizado a un cementerio de la ficción de su éxito televisivo O Bem-Amado.
Después de todo, Angola y Portugal son los principales importadores africanos de las producciones de Rede Globo.
La investigadora Jaqueline Pereira de Pina en su trabajo Influência da telenovela brasileira no cotidiano de Cabo Verde expone que tras la independencia de Portugal en 1975, y el estreno de las telenovelas O Bem - Amado, Roque Santeiro, La reina de la chatarra, Cambalacho, El Clon, Mulheres Apaixonadas, todas de Rede Globo, cambiaron los hábitos y costumbres de la población caboverdiana
Un ejemplo claro es la forma cómo interactuaban los niños con los ancianos. Antes estos solían relacionarse a través de cuentos, leyendas, mitos, historias de luchas y conquistas que eran transmitidos de forma oral en la puerta de la casa. Los mayores solían inventarlas mientras las mujeres danzaban alrededor de la hoguera y otros aplaudían. Con Roque Santeiro y las otras producciones de Rede Globo, el horario de las nueve se convirtió en la hora de la telenovela. El foco de atención pasó a ser la trama de Asa Branca y su santo mártir, la cual comenzó a formar parte del debate familiar.
Así, con la transmisión en el horario de las 21 horas, la audiencia caboverdiana comenzó también a imitar el modo de hablar salido de los libretos de Dias Gomes, Aguinaldo Silva, Marcílio Moraes y Joaquim Assis. Por ejemplo, los términos «Piranha», «bagulho», «cafajeste», «onda de ficar», y «tá ligado».
El primero de ellos, «Piranha» («fulana» o «zorra») fue usado en repetidas ocasiones en la mayor parte de las escenas jocosas por la actriz Eloisa Mafalda (la beata doña Pombinha en la ficción) cuando debía referirse a las bailarinas del night club Sexus. Asimismo en situaciones de corte dramático la actriz Yoná Magalhaes como Matilde solía tratar de «cafajeste» (sinvergüenza) al actor Othon Bastos (el villano Renaldo Cesar en la ficción).

«Brasil es una fusión de raza, sangre y cultura provenientes de los africanos y portugueses que llegaron aquí. Ahora Cabo Verde, que también sufrió de la influencia de los colonizadores de Portugal, recibe a cambio la contribución cultural de los brasileños,sus hermanos de sangre».
 Jaqueline Pereira de Pina, 2007

### Cuba

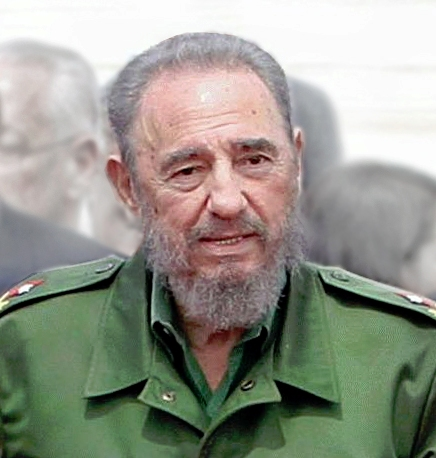
Fidel Castro fue llamado Beato Salú, líder espiritual dentro de «Roque Santeiro»

Tras el enorme éxito de la telenovela La esclava Isaura, escrita por Gilberto Braga y producida por Rede Globo, el canal Cubavisión compró Roque Santeiro. Esta pasó a transmitirse con el mismo impacto de su antecesora. Así durante el tiempo que estuvo al aire, los cubanos llamaron al presidente Fidel Castro «Beato Salú», interpretado por el desaparecido actor Nelson Dantas.
El beato Salú dentro de la trama de Roque Santeiro llevaba una barba y era padre del protagonista. Como líder espiritual, tomó la alcaldía y en repetidas veces el poderoso y autoritario Sinhozinho Malta envía a sus sicarios para asesinarlo. Beato Salú logró sobrevivir a todos los atentados.
En una entrevista concedida el 14 de febrero de 1991 por Fidel Castro en el Centro Cultural Recreacional El castillito, este se refirió a la telenovela en relación con el consumo de energía eléctrica:

«La ves todos los días. He oído que vamos a consumir mucha electricidad; pero entre el béisbol y Roque Santeiro... Déjeme decirle que fui a un campo de contingentes en la provincia de La Habana y descubrí que en uno, había solo dos que querían verla y sintonizaron Roque Santeiro en los televisores. Encontré otro campo extremadamente democrático que respetaba a la minoría como nunca antes había visto, solo dos querían ver el juego de béisbol y les dejaron ver el béisbol. (Risas) Así que había de todo un poco. Estoy viendo que Roque Santeiro es excepcionalmente popular. Preguntaremos a la compañía eléctrica cómo va el consumo de energía en estos días».

Después de esa declaración, en una entrevista del programa Roda Viva, del canal TV Cultura, del 12 de junio de 1995, conducido por el periodista Matinas Suzuki, con Alberto Guzik, Maria Amélia Rocha Lopes, Rita Buzzar, Hamilton dos Santos, Claudinei Ferreira, y Esther Hamburger, Alfredo
Dias Gomes agregó a propósito del éxito de la telenovela en el ejército cubano:

«Existe una anécdota. Cuando la telenovela (Roque Santeiro) fue lanzada en los Estados Unidos entrevistaron a un cubano porque había sido un gran éxito en Cuba, un cubano anticastrista. Y [sobre] ese cubano me enviaron el reportaje - decían que él había huido de Cuba a la hora de la novela porque a esa hora estaba todo el mundo viendo la novela, hasta Fidel Castro. [risas] Él echó el barquito al mar y se fue. Me dio remordimiento, de colaborar con un anticastrista. Indirectamente yo había colaborado».

### Portugal

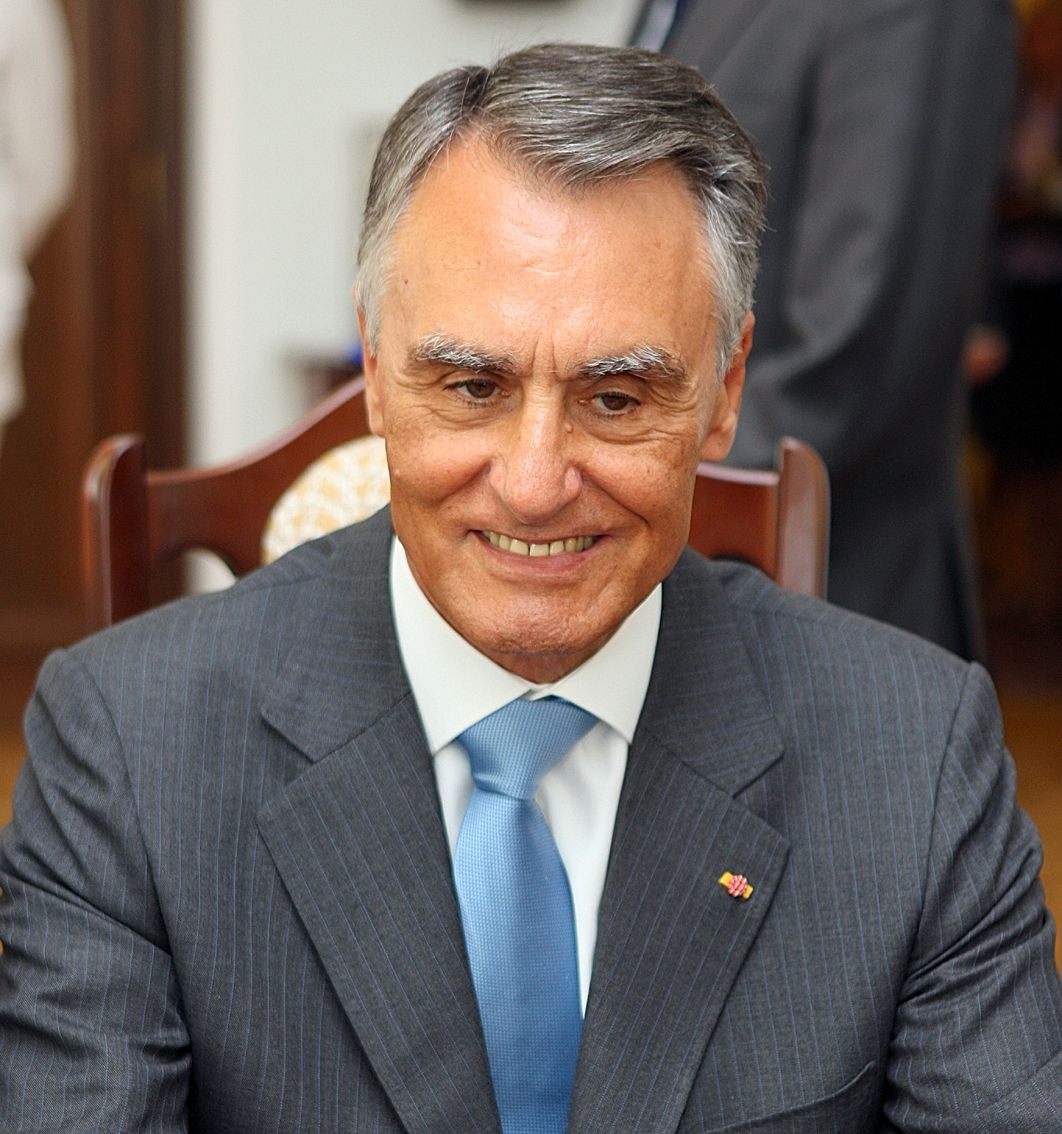
Según José Wilker, Aníbal Cavaco Silva le llamó por teléfono para conocer el final de «Roque Santeiro»

La decisión de la cadena Sociedade Independente de Comunicação (SIC) de transmitir la telenovela Roque Santeiro a vísperas de las elecciones legislativas en Portugal tuvo sus consecuencias. Con 92% de audiencia, periódicos y semanarios de calidad se referían a la telenovela cuando había que analizar la corrupción de políticos y líderes de opinión.
Por su parte, el actor José Wilker, quien interpretó al personaje principal e ignoraba que la telenovela era exhibida por la cadena SIC recibió una llamada telefónica del ex primer ministro de Portugal Aníbal Cavaco Silva quien indagaba cómo sería el final de Roque Santeiro.

«Un dia estaba en mi hotel y sonó el teléfono muy temprano (que decía): Le llama el primer ministro de Portugal. Quisiera saber cómo va a acabar la novela».
 José Wilker durante el programa de Rede Globo «Vídeo Show»

### Venezuela
En Venezuela fue transmitida a través del entonces naciente canal Televen en 1988-89, siendo la primera producción brasileña transmitida por este canal.